# Токарево (Верхнеландеховский район)
Токарево — деревня в составе Верхнеландеховского городского поселения Верхнеладнеховского района Ивановской области. 

## География
Деревня расположена в 1,5 км на юго-запад от райцентра посёлка Верхний Ландех на автодороге 24Н-157 Верхний Ландех – Мыт – Затеиха. 

## История
В конце XIX — начале XX века деревня входила в состав Верхнеландеховской волости Гороховецкого уезда Владимирской губернии, с 1925 года — в составе Шуйского уезда Иваново-Вознесенской губернии.  В 1859 году в деревне числилось 29 дворов, в 1905 году — 29 дворов.
С 1929 года деревня входила в состав Верхнеландеховского сельсовета Ландеховского района, с 1931 года — в составе Пестяковского района, с 1946 года — в составе  Верхнеландеховского района, с 1960 года — вновь в составе Пестяковского района, с 1983 года — вновь в составе Верхнеландеховского района, с 2005 года — в составе Верхнеландеховского городского поселения.

## Население
| 1859 | 1905 | 2010 |
| ---- | ---- | ---- |
| 128  | ↘113 | ↗216 |